# Acianthera pardipes

Acianthera pardipes é uma espécie de orquídea (Orchidaceae) originária do Brasil, antigamente subordinada ao gênero Pleurothallis.